# Viver É Fácil
Viver é Fácil foi uma série de televisão portuguesa de humor, transmitida pela RTP1 e RTP2. Protagonizada pelos atores Rui Unas e Jorge Mourato, a série foi produzida pelas Produções Fictícias, para ser exibida na RTP. Dividida em duas temporadas, a série estreou a 16 de julho de 2011 e terminou a 30 de dezembro de 2013.

## Produção
Produzida em 2009, a série manteve-se quase dois anos sem definição de data de transmissão. Viver é Fácil viria a estrear a 16 de julho de 2011 na RTP1, às 23h15m. Devido aos maus resultados audiométricos, a série foi retirada do ar ao sexto episódio.
No final de 2013, a 12 de dezembro, Viver é Fácil voltou a ser transmitida, desta feita na RTP2, substituindo repetições de Estado de Graça. Os seis episódios inéditos que compuseram uma segunda temporada foram transmitidos diariamente na RTP2 a partir de 20 de dezembro desse ano. A transmissão terminou na segunda-feira, 30 de dezembro de 2013.
Foi reposta na RTP Memória, em 2017.

## Sinopse
Num país de pessimistas, Cândido Lopes decide fundar uma empresa de combate ao cinzentismo instalado, através do humor.
Cândido Lopes, mesmo depois de despedido, é um otimista por natureza, um tanto ou quanto megalómano, que se resolve aliar ao seu amigo Vasco Queiroz, um pessimista inveterado, com uma visão catastrófica do país. Objetivo? Fundar uma empresa. Poderia dizer-se que os dois juntos são o retrato fiel de Portugal. O projeto de vida de Cândido (que arrasta Vasco) passa a ser, a partir daqui, provar aos portugueses que a vida é bela, fazendo-os rir. É com esse fito que cria esta empresa, Viver é Fácil, que faz prospeção de novos comediantes, ao mesmo tempo que promove cursos de autoajuda, com sessões e DVDs (protagonizados pelos novos talentos que recruta), 4 comediantes (também um tanto falhados): Luís Franco-Bastos, o Salvador Martinha, o David Almeida e o Pedro Silva.

## Elenco e personagens
- Rui Unas, como Vasco.
- Jorge Mourato, como Cândido.
- Rita Brütt, como Ritinha.
- Bernardo Mendonça, como Rodrigo.

Os seguintes atores interpretam versões ficcionalizadas de si próprios:
- Salvador Martinha.
- Luís Franco Bastos.
- Pedro Silva.
- David Almeida.
- José Carlos Malato.

## Lista de episódios
| Temp. | Temp. | Episódios | Transmissão Original   | Transmissão Original   | Dia da Semana               | Canal | Rating (média dos episódios) |
| Temp. | Temp. | Episódios | Estreia de Temp.       | Final de Temp.         | Dia da Semana               | Canal | Rating (média dos episódios) |
| ----- | ----- | --------- | ---------------------- | ---------------------- | --------------------------- | ----- | ---------------------------- |
|       | 1     | 6         | 16 de Julho de 2011    | 6 de Agosto de 2011    | Sábado                      | RTP1  | -                            |
|       | 2     | 6         | 20 de dezembro de 2013 | 30 de dezembro de 2013 | Segunda-feira a sexta-feira | RTP2  | 0,53%                        |

### Primeira temporada (2011)
Abaixo, estão listados os episódios da primeira temporada de Viver é Fácil, exibidos entre 16 de julho e 6 de agosto de 2011:
| Ep. #   | Título                                   | Argumento                               | Realização                      | Transmissão original | Rating                  |
| ------- | ---------------------------------------- | --------------------------------------- | ------------------------------- | -------------------- | ----------------------- |
| 01 (01) | Episódio 1                               | Filipe Homem Fonseca e Mário Botequilha | Luís Pamplona e Ricardo Freitas | 16 de julho de 2011  | 2,0% (RTP1) 0,8% (RTP2) |
|         |                                          |                                         |                                 |                      |                         |
| 02 (02) | Lição 1 Como fazer amigos                | Filipe Homem Fonseca e Mário Botequilha | Luís Pamplona e Ricardo Freitas | 16 de julho de 2011  | 0,5% (RTP2)             |
|         |                                          |                                         |                                 |                      |                         |
| 03 (03) | Lição 2 Como montar um belo negócio      | Filipe Homem Fonseca e Mário Botequilha | Luís Pamplona e Ricardo Freitas | 30 de julho de 2011  | 0,9% (RTP2)             |
|         |                                          |                                         |                                 |                      |                         |
| 04 (04) | Lição 5 Como ser famoso                  | Filipe Homem Fonseca e Mário Botequilha | Luís Pamplona e Ricardo Freitas | 30 de julho de 2011  | -                       |
|         |                                          |                                         |                                 |                      |                         |
| 05 (05) | Lição 8 Como encontrar a sua cara-metade | Filipe Homem Fonseca e Mário Botequilha | Luís Pamplona e Ricardo Freitas | 6 de agosto de 2011  | 1,0% (RTP2)             |
|         |                                          |                                         |                                 |                      |                         |
| 06 (06) | Lição 11 Como salvar o ambiente          | Filipe Homem Fonseca e Mário Botequilha | Luís Pamplona e Ricardo Freitas | 6 de agosto de 2011  | -                       |
|         |                                          |                                         |                                 |                      |                         |

### Segunda temporada (2013)
Abaixo, estão listados os episódios da primeira temporada de Viver é Fácil, exibidos entre 20 e 30 de dezembro de 2013:
| Ep. #   | Título      | Argumento                               | Realização                      | Transmissão original   | Rating |
| ------- | ----------- | --------------------------------------- | ------------------------------- | ---------------------- | ------ |
| 01 (07) | Episódio 7  | Filipe Homem Fonseca e Mário Botequilha | Luís Pamplona e Ricardo Freitas | 20 de dezembro de 2013 | -      |
|         |             |                                         |                                 |                        |        |
| 02 (08) | Episódio 8  | Filipe Homem Fonseca e Mário Botequilha | Luís Pamplona e Ricardo Freitas | 23 de dezembro de 2013 | -      |
|         |             |                                         |                                 |                        |        |
| 03 (09) | Episódio 9  | Filipe Homem Fonseca e Mário Botequilha | Luís Pamplona e Ricardo Freitas | 25 de dezembro de 2013 | 0,3%   |
|         |             |                                         |                                 |                        |        |
| 04 (10) | Episódio 10 | Filipe Homem Fonseca e Mário Botequilha | Luís Pamplona e Ricardo Freitas | 26 de dezembro de 2013 | 0,6%   |
|         |             |                                         |                                 |                        |        |
| 05 (11) | Episódio 11 | Filipe Homem Fonseca e Mário Botequilha | Luís Pamplona e Ricardo Freitas | 27 de dezembro de 2013 | -      |
|         |             |                                         |                                 |                        |        |
| 06 (12) | Episódio 12 | Filipe Homem Fonseca e Mário Botequilha | Luís Pamplona e Ricardo Freitas | 30 de dezembro de 2013 | 0,7%   |
|         |             |                                         |                                 |                        |        |

## Audiências
No dia de estreia, Viver é Fácil não figurou no top 10 de programas mais vistos da RTP, tendo registado 2,0% de audiência média e 7.8% de share. Foi vista, em média, por 184.900 espectadores. Nos canais concorrentes, Laços de Sangue, na SIC, conquistava 9.5% de rating e 33% de share, enquanto uma emissão de Tourada na TVI se ficou pelos 6.2% de rating e 27.4% de share.